# 高山总梗委陵菜
高山总梗委陵菜（学名：Potentilla peduncularis var. abbreviata）为蔷薇科委陵菜属下的一个变种。

## 扩展阅读
- 維基物種上的相關：高山总梗委陵菜